# 蚁花属
蚁花属（学名：Mezzettiopsis）是番荔枝科下的一个属，为乔木植物。该属共有蚁花（Mezzettiopsis creaghii）等两种，分布于印度尼西亚和中国海南等地。